# Trzeci rząd Any Brnabić
Trzeci rząd Any Brnabić – rząd Republiki Serbii urzędujący od 26 października 2022 do 2 maja 2024. Zastąpił drugi gabinet tej samej premier.
Rząd powstał po wyborach parlamentarnych z kwietnia 2022, które – w przeciwieństwie do poprzednich – nie zostały zbojkotowane przez największe ugrupowania opozycji. W wyniku głosowania kolejny raz największą reprezentację w Zgromadzeniu Narodowym uzyskała koalicja skupiona wokół Serbskiej Partii Postępowej (SNS) prezydenta Aleksandara Vučicia. Prezydent na urząd premiera w sierpniu 2022 ponownie wyznaczył Anę Brnabić. Formalnie desygnował ją na tę funkcję na początku października tegoż roku.
Do nowego rządu poza przedstawicielami SNS i rekomendowanymi przez to środowisko osobami bezpartyjnymi dołączyli przedstawiciele sojuszników postępowców: partii emerytów (PUPS) i związanej z SDPS regionalnej Demokratycznej Partii Sandżaku (SDP). Stanowiska ministerialne powierzono też współtworzącej uprzednie koalicje rządowe Socjalistycznej Partii Serbii (SPS), jej koalicjantowi Zjednoczonej Serbii (JS), a także ugrupowaniom Chorwatów (DSHV) i Boszniaków (SPP).
24 października 2022 do parlamentu złożono ostateczną listę kandydatów na członków gabinetu. 26 października tego samego roku Zgromadzenie Narodowe udzieliło rządowi wotum zaufania (157 głosów za przy 68 głosach przeciw). Tego samego dnia premier i ministrowie złożyli ślubowanie, rozpoczynając tym samym urzędowanie.
W grudniu 2023 z inicjatywy prezydenta odbyły się kolejne wybory parlamentarne, w których ponownie zwyciężyła koalicja zorganizowana przez SNS. 20 marca 2024, po objęciu przez Anę Brnabić urzędu przewodniczącej parlamentu, pełniącym obowiązki premiera został Ivica Dačić. 2 maja 2024 zaprzysiężono nowy gabinet, na czele którego stanął Miloš Vučević.

## Skład rządu
- premier: Ana Brnabić (SNS, do marca 2024)
- pierwszy wicepremier, minister spraw zagranicznych: Ivica Dačić (SPS, od marca 2024 również p.o. premiera)
- wicepremier, minister finansów: Siniša Mali (SNS)
- wicepremier, minister obrony: Miloš Vučević (SNS)
- wicepremier, minister kultury: Maja Gojković (SNS)
- minister gospodarki: Rade Basta (JS, do lipca 2023), Slobodan Cvetković (SPS, od września 2023)
- minister rolnictwa, leśnictwa i gospodarki wodnej: Jelena Tanasković (SNS)
- minister ochrony środowiska: Irena Vujović (SNS)
- minister transportu, budownictwa i infrastruktury: Goran Vesić (SNS)
- minister górnictwa i energii: Dubravka Đedović
- minister handlu wewnętrznego i zagranicznego: Tomislav Momirović (SNS)
- minister sprawiedliwości: Maja Popović
- minister administracji publicznej i lokalnej: Aleksandar Martinović (SNS)
- minister praw człowieka, mniejszości i dialogu społecznego: Tomislav Žigmanov (DSHV)
- minister spraw wewnętrznych: Bratislav Gašić (SNS)
- minister integracji europejskiej: Tanja Miščević
- minister edukacji: Branko Ružić (SPS, do maja 2023), Slavica Đukić Dejanović (SPS, od lipca 2023)
- minister zdrowia: Danica Grujičić (SNS)
- minister pracy, zatrudnienia, spraw społecznych i weteranów: Nikola Selaković (SNS)
- minister rodziny i demografii: Darija Kisić (SNS)
- minister sportu: Zoran Gajić
- minister obszarów wiejskich: Milan Krkobabić (PUPS)
- minister nauki, innowacji i rozwoju technologicznego: Jelena Begović (SNS)
- minister turystyki i młodzieży: Husein Memić (SDPS)
- minister telekomunikacji i informacji: Mihailo Jovanović
- minister inwestycji publicznych: Marko Blagojević
- minister bez teki: Novica Tončev (SPS)
- minister bez teki: Edin Đerlek (SPP, do marca 2024)
- minister bez teki: Đorđe Milićević (SPS)